# کوین گارنت
کِوین موریس گارنِت (به انگلیسی: Kevin Maurice Garnett) ‏ (۱۹ می ۱۹۷۶ در کالیفرنیا) بازیکن بسکتبال اهل ایالات متحده آمریکا است.
کوین گارنت ۲۱ فصل برای مینه سوتا تیمبرولوز ، بوستون سلتیکس و بروکلین نتس بازی کرد و در ۱۴۶۲ بازی فصل معمولی میانگین ۱۷.۸ امتیاز، ۱۰ ریباند و ۳.۷ پاس منجر به گل را به دست آورد. او برای بازی در ۱۵ بازی آل استار انتخاب شد و ۱ جایزه بهترین بازیکن دفاعی سال، ۱ جایزه باارزش‌ترین بازیکن ان‌بی‌ای و ۱ قهرمانی ان بی ای بخشی از افتخارات اوست. گارنت در سال ۲۰۲۰ وارد تالار مشاهیر شد و در ۷۵مین فصل ان بی ای در سال ۲۰۲۲ به عنوان یکی از ۷۵ بازیکن برتر تاریخ ان بی ای انتخاب گردید.

کوین گارنت با سن ۳۲ سال و ۱۶۵ روز، جوان‌ترین بازیکنی است که موفق به انجام هزار بازی در ان‌بی‌ای شده‌است.
گارنت همچنین سهامدار آ. اس. رم است.